# BTC City Ljubljana
BTC City Ljubljana (UCI-teamcode: BTC) was een Sloveense wielerploeg voor vrouwen, die tussen 2014 en 2019 deel uitmaakte van het peloton. Hoofdsponsor was het BTC Shopping Centre van de Sloveense hoofdstad Ljubljana. Het team bestond naast Sloveense, met name uit Oost-Europese rensters. Vanaf augustus 2017 reed de Nederlandse Maaike Boogaard voor het team en in 2019 ook Monique van de Ree. Na 2019 hield de ploeg op te bestaan. BTC werd hierna co-sponsor van de Italiaanse ploeg Alé Cipollini.

## Renners

### Transfers
| Inkomend           | Team 2018             | Uitgaand         | Team 2019      |
| ------------------ | --------------------- | ---------------- | -------------- |
| Anja Longyka       | Neo                   | Polona Batagelj  | Einde carrière |
| Rossella Ratto     | Cylance Pro Cycling   | Tanja Elsner     | ?              |
| Monique van de Ree | Waowdeals Pro Cycling | Corinna Lechner  | ?              |
| Maja Savic         | Neo                   | Olena Pavlukhina | ?              |
| Hayley Simmonds    | WNT-Rotor             | Karin Penko      | ?              |
| Špela Kern         | Health Mate-Cyclelive | Sasa Zavbi       | ?              |

### 2019
| Naam               | Geboortedatum | Nationaliteit       | Vorige ploeg             |
| ------------------ | ------------- | ------------------- | ------------------------ |
| Anja Longyka       |               | Slovenië            |                          |
| Špela Kern         |               | Slovenië            | Health Mate-Cyclelive    |
| Rossella Ratto     |               | Italië              | Cylance Pro Cycling      |
| Monique van de Ree |               | Nederland           | Waowdeals Pro Cycling    |
| Maja Savic         |               | Servië              |                          |
| Hayley Simmonds    |               | Verenigd Koninkrijk | WNT-Rotor                |
| Ula Berlan         | 25-06-1989    | Slovenië            |                          |
| Maaike Boogaard    | 24-08-1998    | Nederland           | Stagiaire vanaf 1-8-2017 |
| Urska Bravec       | 14-12-1996    | Slovenië            |                          |
| Eugenia Bujak      | 25-06-1989    | Slovenië*           |                          |
| Anastasia Chursina | 07-04-1995    | Rusland             |                          |
| Hanna Nilsson      | 16-02-1992    | Zweden              | Lensworld.eu - Zannata   |
| Urša Pintar        | 03-10-1985    | Slovenië            |                          |
| Mia Radotić        | 02-12-1984    | Kroatië             |                          |
| Hajdi Zajc         | 15-12-1998    | Slovenië            |                          |
| Urška Žigart       | 04-12-1996    | Slovenië            |                          |

* Eugenia Bujak stapte per 2018 over van de Poolse naar de Sloveense nationaliteit.

### Bekende ex-rensters
- Polona Batagelj (2014-2018)
- Maaike Boogaard (2017-2019)
- Eugenia Bujak (2014-2019)
- Anastasia Chursina (2018-2019)
- Jelena Erić (2015-2017)

- Corinna Lechner (2015-2018)
- Eva Lechner (2015)
- Olena Pavlukhina (2015-2016, 2018)
- Anna Plichta (2016)
- Mia Radotic (2014-2019)

- Rossella Ratto (2019)
- Monique van de Ree (2019)
- Martina Ritter (2014-2016)
- Hayley Simmonds (2019)
- Anna Zita Maria Stricker (2017)

## Galerij

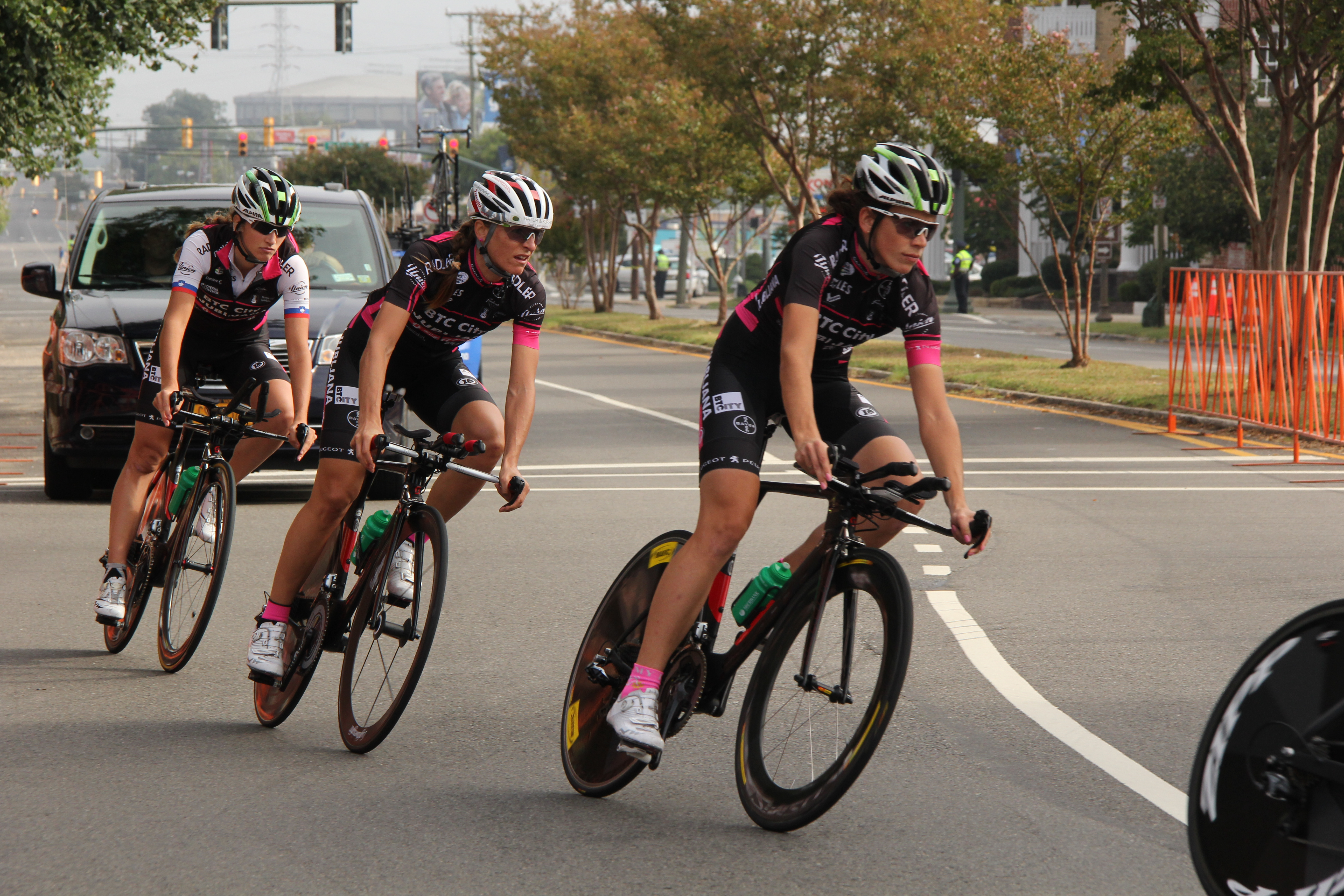
Tijdens het WK Ploegentijdrit 2015
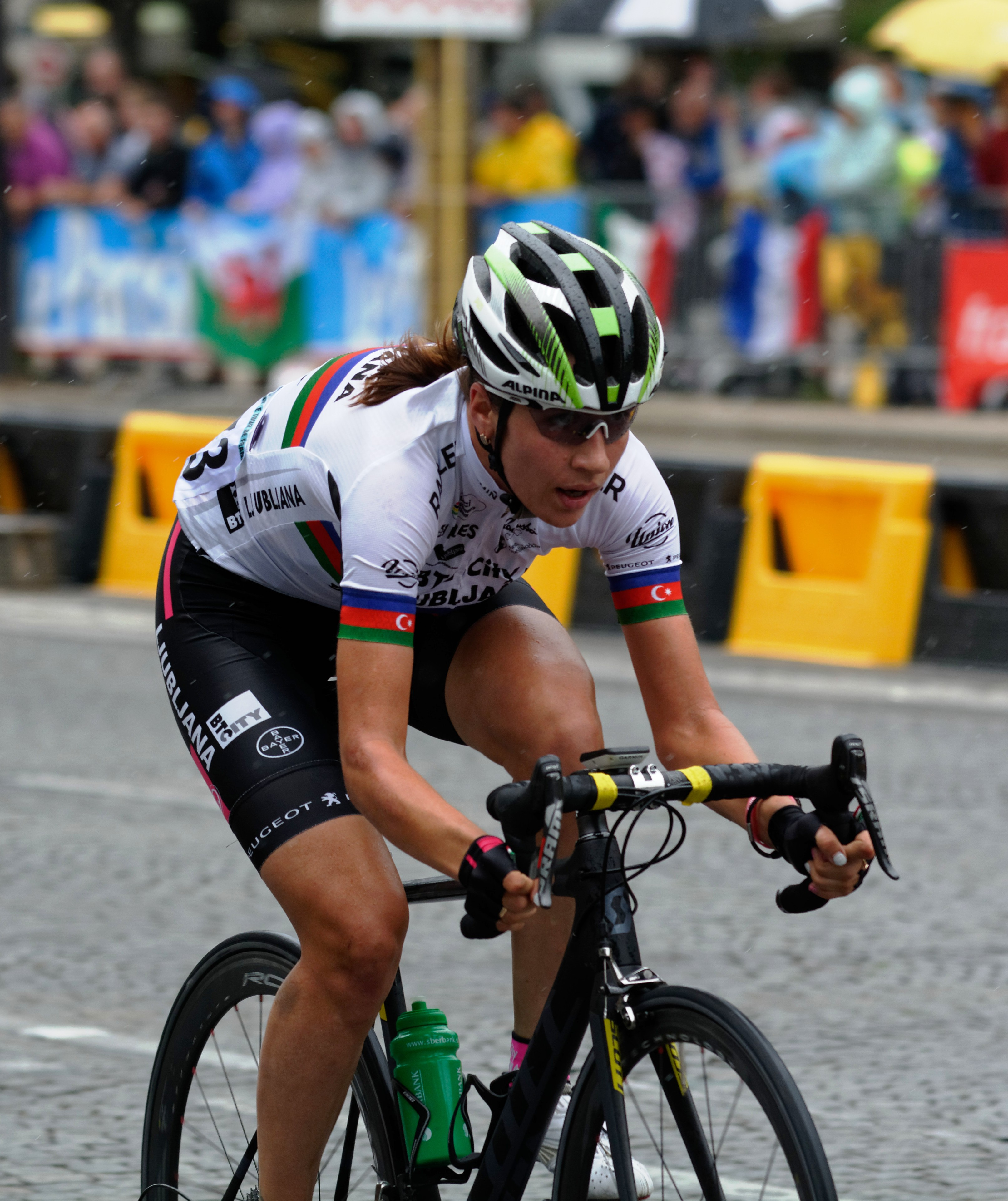
Olena Pavlukhina in La Course 2015
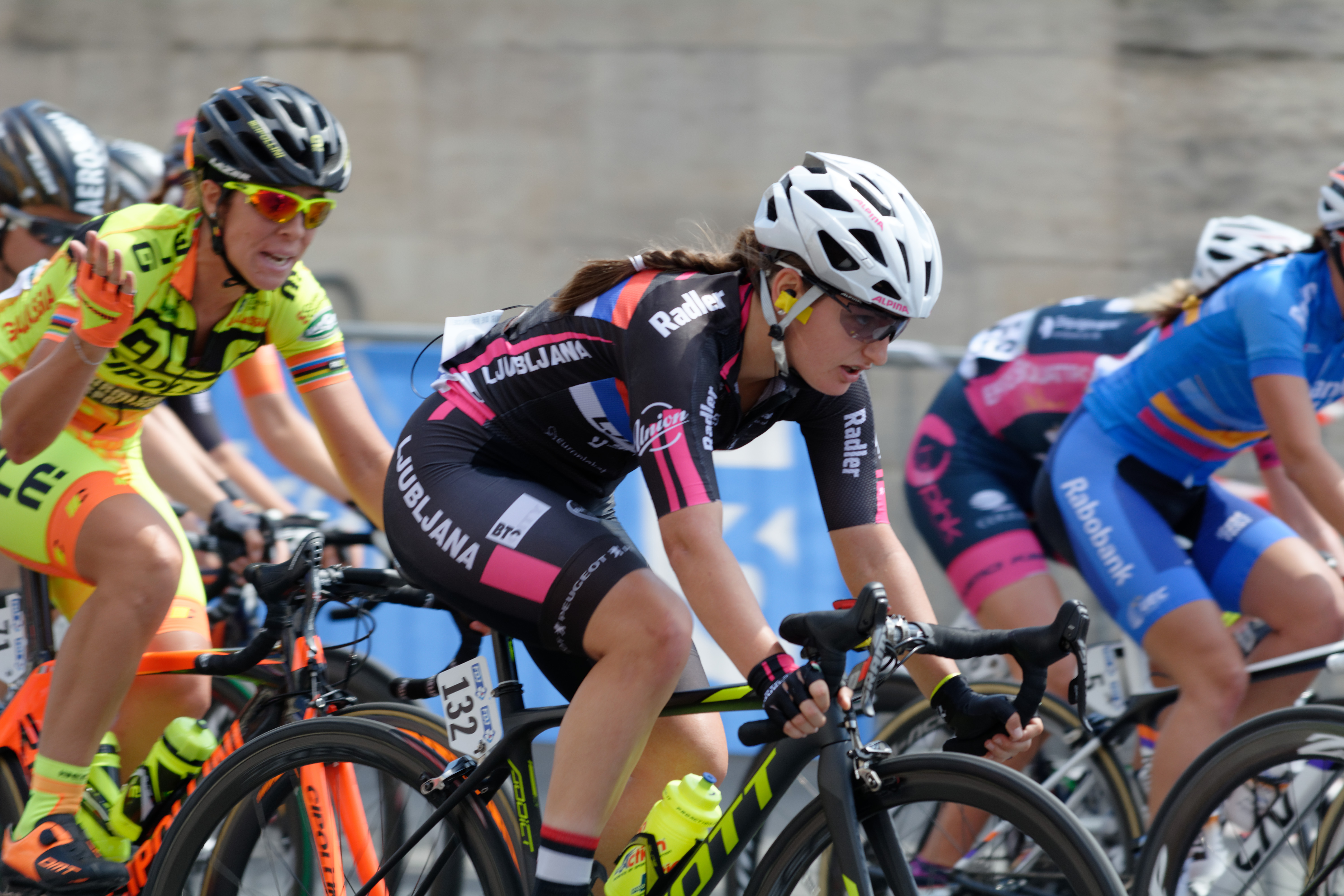
Jelena Erić in La Course 2016
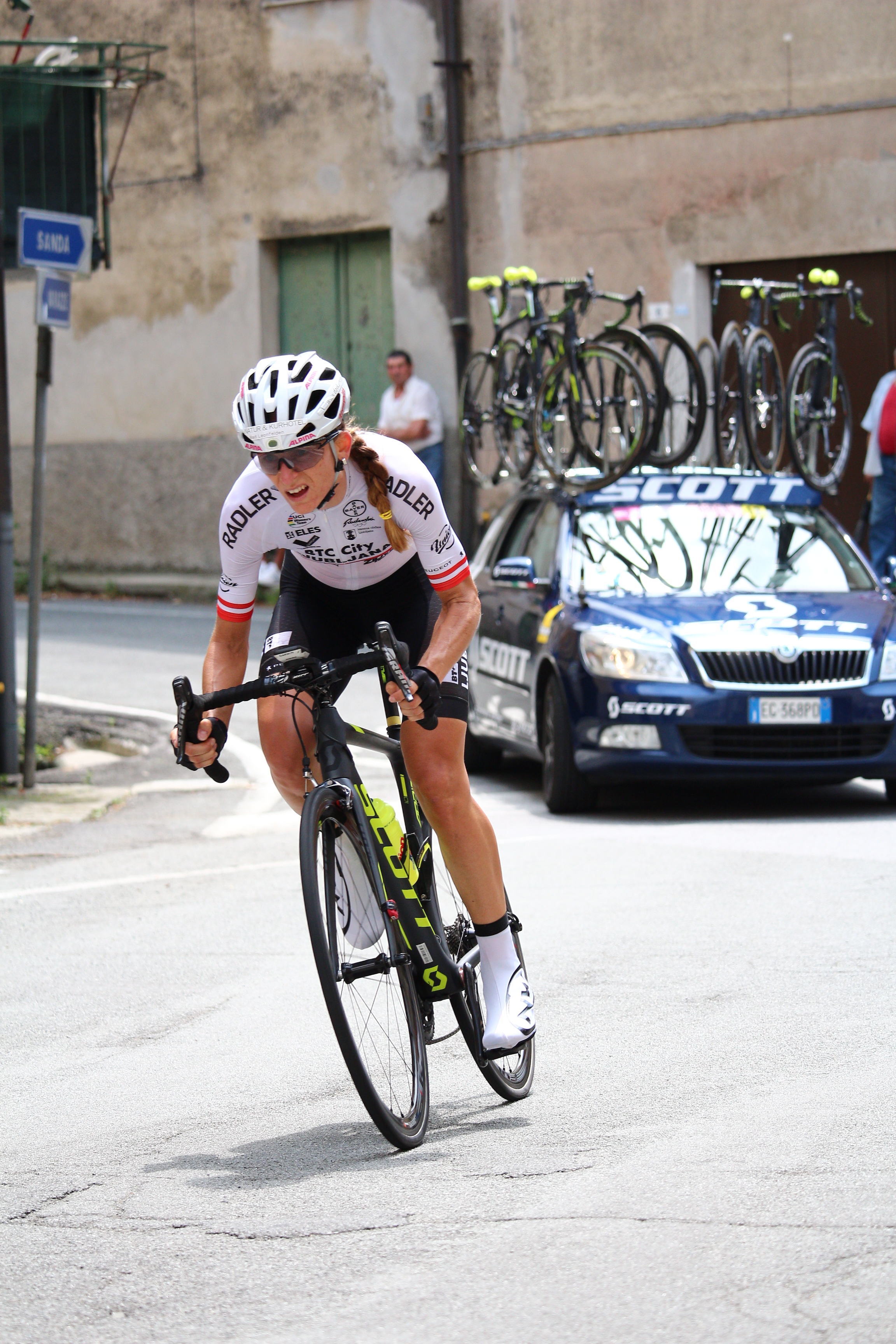
Martina Ritter in de Giro Rosa 2016
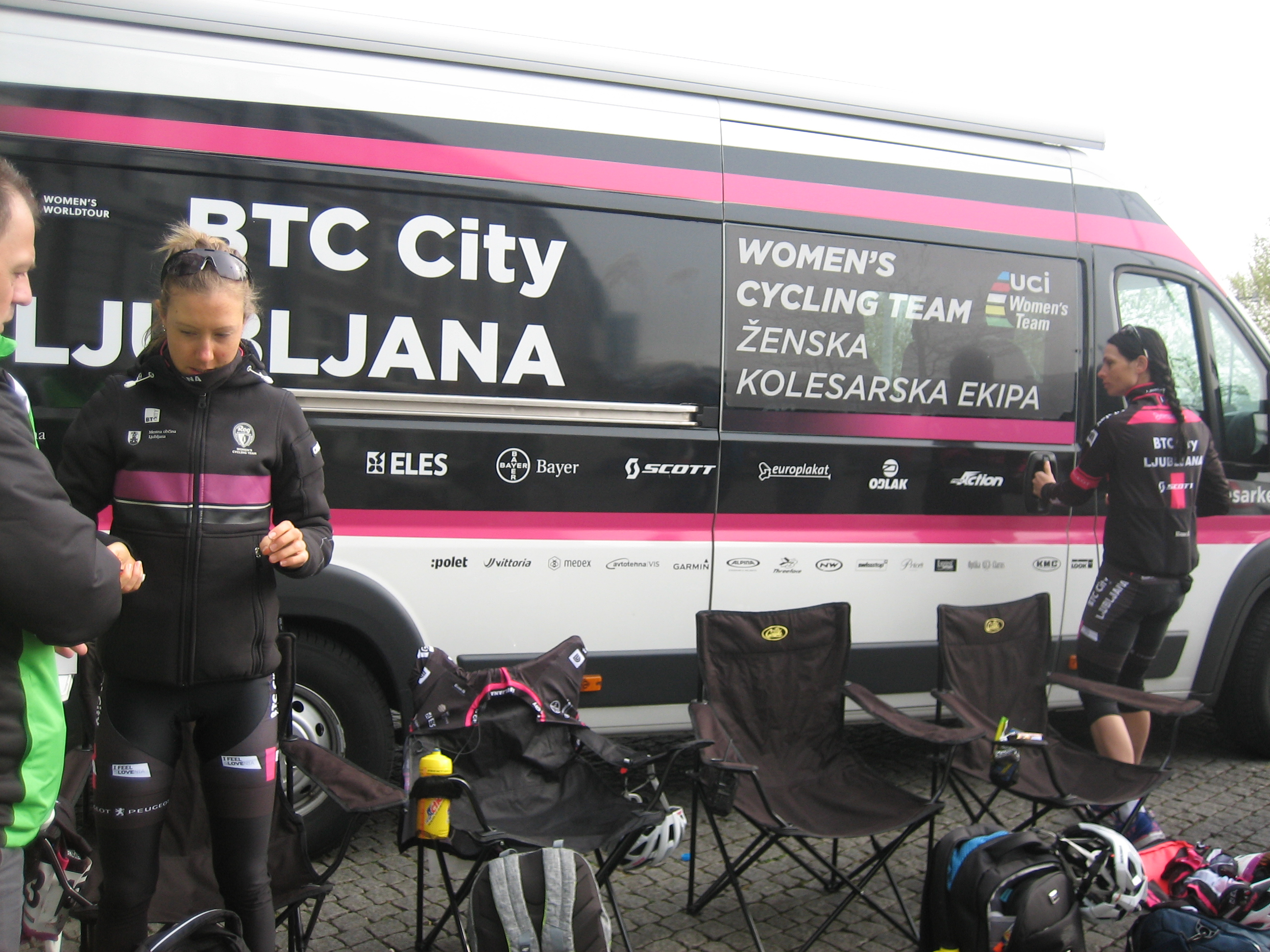
Ploegbus in de Amstel Gold Race 2017
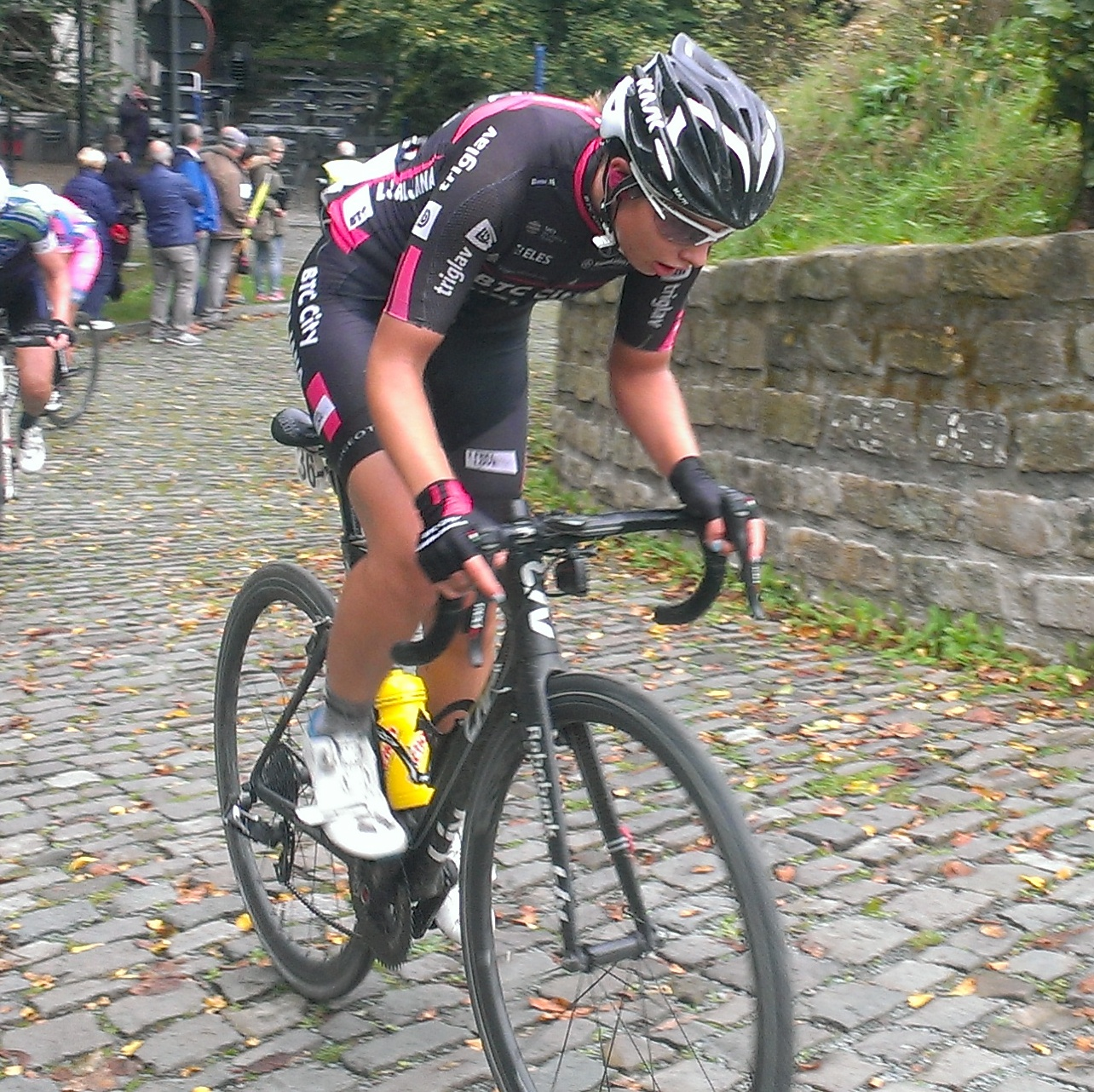
Maaike Boogaard op de Kapelmuur in de Lotto Belgium Tour 2017
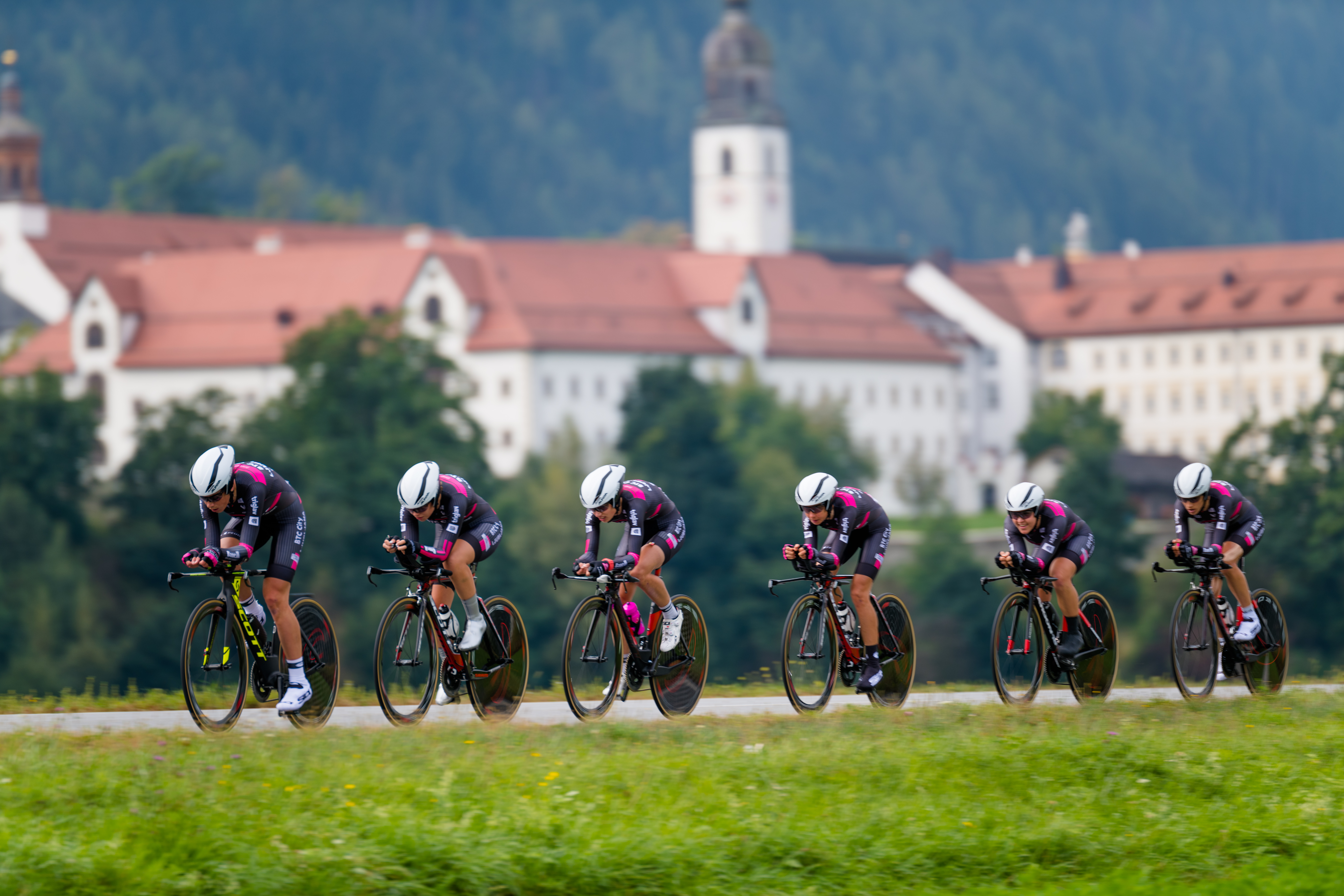
Tijdens het WK Ploegentijdrit 2018
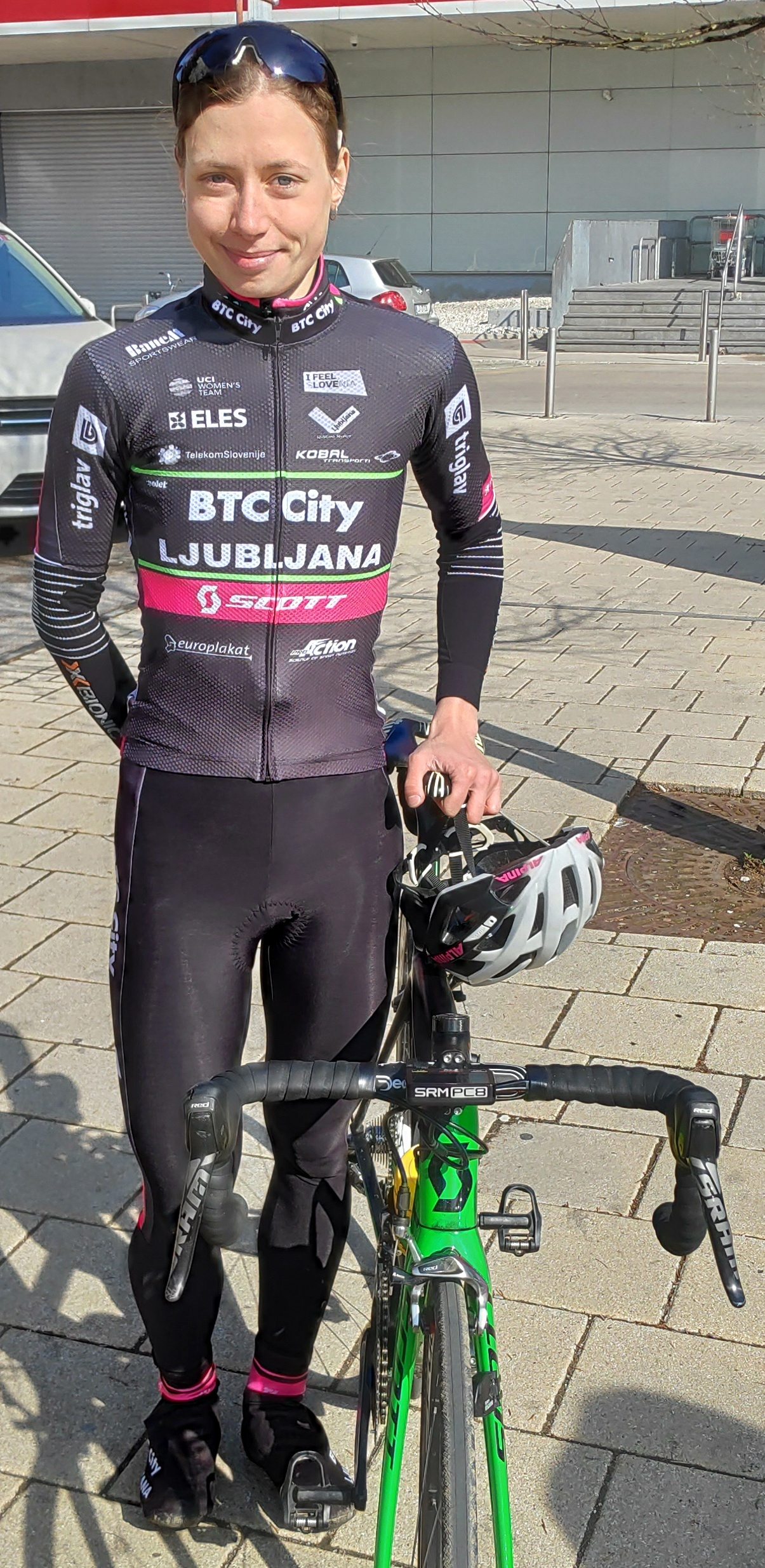
Anastasia Chursina in 2019

## Overwinningen
2014
Tijdrit Ljubljana, Martina Ritter
2015
2e etappe Thüringen Rundfahrt, Eugenia Bujak
2016
 Eindklassement Gracia Orlova, Olena Pavlukhina
2e etappe Gracia Orlova
2017
Bergklassement GP Elsy Jacobs, Anna Stricker
2019
Erondegemse Pijl, Monique van de Ree

## Kampioenschappen
2014
 Europees kampioen op de baan (puntenkoers), Eugenia Bujak
 Kroatisch kampioen veldrijden, Mia Radotic
 Oostenrijks kampioen tijdrijden, Martina Ritter
 Pools kampioen tijdrijden, Eugenia Bujak
 Sloveens kampioen op de weg, Polona Batagelj
 Sloveens kampioen tijdrijden, Polona Batagelj
2015
 Azerbeidzjaans kampioen op de weg, Olena Pavlukhina
 Azerbeidzjaans kampioen tijdrijden, Olena Pavlukhina
 Kroatisch kampioen op de weg, Mia Radotić
 Kroatisch kampioen tijdrijden, Mia Radotić
 Oostenrijks kampioen op de weg, Martina Ritter
 Oostenrijks kampioen tijdrijden, Martina Ritter
 Pools kampioen tijdrijden, Eugenia Bujak
 Sloveens kampioen op de weg, Polona Batagelj
2016
 Azerbeidzjaans kampioen op de weg, Olena Pavlukhina
 Azerbeidzjaans kampioen tijdrijden, Olena Pavlukhina
 Kroatisch kampioen op de weg, Mia Radotić
 Kroatisch kampioen tijdrijden, Mia Radotić
 Servisch kampioen op de weg, Jelena Erić
 Servisch kampioen tijdrijden, Jelena Erić
 Sloveens kampioen op de weg, Polona Batagelj
 Sloveens kampioen tijdrijden, Urša Pintar
2017
 Kroatisch kampioen op de weg, Mia Radotić
 Kroatisch kampioen tijdrijden, Mia Radotić
 Servisch kampioen tijdrijden, Jelena Erić
 Sloveens kampioen op de weg, Polona Batagelj
 Sloveens kampioen tijdrijden, Urša Pintar
2018
 Azerbeidzjaans kampioen op de weg, Olena Pavlukhina
 Azerbeidzjaans kampioen tijdrijden, Olena Pavlukhina
 Kroatisch kampioen op de weg, Mia Radotić
 Kroatisch kampioen tijdrijden, Mia Radotić
 Sloveens kampioen op de weg, Polona Batagelj
 Sloveens kampioen tijdrijden, Eugenia Bujak
2019
 Kroatisch kampioen tijdrijden, Mia Radotić
 Sloveens kampioen op de weg, Eugenia Bujak
 Sloveens kampioen tijdrijden, Eugenia Bujak